# Nicolás Marichal
Pour les articles homonymes, voir Marichal.
Nicolás Marichal, né le 17 mars 2001 à Sarandí del Yí en Uruguay, est un footballeur uruguayen qui évolue au poste de défenseur central au Dynamo Moscou.

## Biographie

### En club
Né à Sarandí del Yí en Uruguay, Nicolás Marichal commence le football avec le club local du Nacional de Sarandí del Yí avant d'être formé par l'un des clubs de la capitale uruguayenne, le Club Nacional, qu'il rejoint en 2018. Avec l'équipe réserve il officie notamment comme capitaine. Il joue son premier match en professionnel le 8 février 2021, lors d'une rencontre de championnat face au CA River Plate. Il entre en cours de partie à la place de Guzmán Corujo (en), et son équipe l'emporte par trois buts à zéro. Le 21 avril 2021 il fait sa première apparition en Copa Libertadores contre Argentinos Juniors. Il entre en jeu une nouvelle fois à la place de Corujo mais son équipe est battue par deux buts à zéro.
Il s'impose durant l'année 2021 comme un élément important du Club Nacional, étant l'un des joueurs les plus utilisés par Alejandro Cappuccio (en), alors coach de l'équipe première.

### En sélection
En janvier 2024 il est sélectionné avec l'équipe d'Uruguay Olympique pour participer au Tournoi pré-olympique de la CONMEBOL 2024.

### Vie privée
Nicolás Marichal apprécie notamment deux joueurs évoluant au même poste que lui : Virgil van Dijk et Cristian Romero, qu'il prend pour modèle.

## Statistiques

### En sélection nationale
| Saison                | Sélection             | Phases finales        | Phases finales | Phases finales | Phases finales | Éliminatoires CDM | Éliminatoires CDM | Éliminatoires CDM | Matchs amicaux | Matchs amicaux | Matchs amicaux | Total | Total | Total |
| Saison                | Sélection             | Compétition           | M              | B              | Pd             | M                 | B                 | Pd                | M              | B              | Pd             | M     | B     | Pd    |
| --------------------- | --------------------- | --------------------- | -------------- | -------------- | -------------- | ----------------- | ----------------- | ----------------- | -------------- | -------------- | -------------- | ----- | ----- | ----- |
| 2023-2024             | Uruguay               | Copa América 2024     | 0              | 0              | 0              | -                 | -                 | -                 | 0              | 0              | 0              | 0     | 0     | 0     |
| 2024-2025             | Uruguay               | -                     | -              | -              | -              | 1                 | 0                 | 0                 | -              | -              | -              | 1     | 0     | 0     |
| Total sur la carrière | Total sur la carrière | Total sur la carrière | 0              | 0              | 0              | 1                 | 0                 | 0                 | 0              | 0              | 0              | 1     | 0     | 0     |